# Killashee
Killashee är en ort i republiken Irland.   Den ligger i grevskapet An Longfort och provinsen Leinster, i den centrala delen av landet, 110 km väster om huvudstaden Dublin. Killashee ligger 44 meter över havet och antalet invånare är 285.
Terrängen runt Killashee är platt. Runt Killashee är det glesbefolkat, med 15 invånare per kvadratkilometer. Närmaste större samhälle är Longford, 7,3 km nordost om Killashee. Trakten runt Killashee består i huvudsak av gräsmarker.